# Municipio de Dickerson-Hill
El municipio de Dickerson-Hill (en inglés: Dickerson-Hill Township) es un municipio ubicado en el condado de Johnson en el estado estadounidense de Arkansas. En el año 2010 tenía una población de 104 habitantes y una densidad poblacional de 0,64 personas por km².

## Geografía
El municipio de Dickerson-Hill se encuentra ubicado en las coordenadas 35°42′21″N 93°37′41″O / 35.70583, -93.62806. Según la Oficina del Censo de los Estados Unidos, el municipio tiene una superficie total de 163.69 km², de la cual 163,28 km² corresponden a tierra firme y (0,25 %) 0,4 km² es agua.

## Demografía
Según el censo de 2010, había 104 personas residiendo en el municipio de Dickerson-Hill. La densidad de población era de 0,64 hab./km². De los 104 habitantes, el municipio de Dickerson-Hill estaba compuesto por el 92,31 % blancos, el 4,81 % eran de otras razas y el 2,88 % eran de una mezcla de razas. Del total de la población el 4,81 % eran hispanos o latinos de cualquier raza.